# Lautrec
Lautrec település Franciaországban, Tarn megyében. Lakosainak száma 1690 fő (2022. január 1.). Lautrec Brousse, Cuq, Jonquières, Montpinier, Peyregoux, Puycalvel, Saint-Genest-de-Contest, Saint-Julien-du-Puy és Vénès községekkel határos.

## Népesség
A település népességének változása:
| Lakosok száma | 1793 | 1776 | 1807 | 1783 | 1755 | 1731 | 1706 | 1694 | 1690 |
|               | 2013 | 2015 | 2016 | 2017 | 2018 | 2019 | 2020 | 2021 | 2022 |